# Wachovia Spectrum
Wachovia Spectrum, tidigare Spectrum, Corestates Spectrum och First Union Spectrum, var en inomhusarena som låg inom byggnadskomplexet South Philadelphia Sports Complex i Philadelphia, Pennsylvania i USA. Arenan stod klar 19 oktober 1967 och hade en publikkapacitet på 18 369 vid konserter, 18 136 vid basket och 17 380 vid ishockey. 
Arenan stängdes formellt den 31 oktober 2009 efter en konsert med Pearl Jam. Inre demontering påbörjades den 8 november 2010 , rivningen av byggnaden började den 23 november 2010. .

## Evenemang (urval)
- NBA All-Star matcher - 1970, 1976
- NHL Stanley Cup finaler - 1974, 1975, 1976, 1980, 1985, 1987
- NBA finaler - 1977, 1980, 1982, 1983